# Шав'яди
Шав'яди́ (рос. Шавьяды, башк. Шауъяҙы) — присілок у складі Балтачевського району Башкортостану, Росія. Входить до складу Шав'ядинської сільської ради.
Населення — 269 осіб (2010; 370 у 2002).
Національний склад:
- башкири — 37 %
- татари — 29 %